# زقية سورية
الزقية السورية (باللاتينية: Petrorhagia syriaca) نوع نباتي يتبع جنس الزقية من الفصيلة القرنفلية.

## الموئل والانتشار
موطنها بلاد الشام وتركيا.

## مرادفات للاسم العلمي
- (باللاتينية: Tunica syriaca Boiss.)